# دهستان ژان
ژان، دهستانی است از توابع بخش مرکزی شهرستان دورود در استان لرستان ایران.

## جمعیت
براساس سرشماری سال ۱۳۸۵ جمعیت آن ۲۰٬۱۷۵ نفر (۴٬۲۸۷ خانوار) بوده‌است.